# Russisch-Persischer Krieg (1796)
Der Russisch-Persische Krieg von 1796 war der zweite in einer Reihe von Kriegen zwischen dem Russischen Reich und Persien im 18. und 19. Jahrhundert, den Russisch-Persischen Kriegen. Der Krieg fand im Kaukasus statt und hatte keine größeren Folgen für die beteiligten Staaten.

## Ursachen und Anlass
In den letzten Jahrzehnten des 18. Jahrhunderts stritten mehrere Kandidaten um den persischen Thron. Katharina die Große von Russland nutzte diese Schwäche Persiens, um den Einfluss im Kaukasus auszuweiten. Das georgische Königreich Kartlien-Kachetien wurde 1783 russisches Schutzgebiet. Drei Jahre später wurde auch Dagestan Teil des russischen Einflussbereichs.
Nachdem Aga Mohammed Khan 1794 zum Schah von Persien gekrönt worden war, wollte dieser den Kaukasus für Persien zurückgewinnen. 1795 zog er nach Georgien, eroberte Tiflis und zwang Kartli-Kachetien so wieder unter persische Oberhoheit. Daraufhin beschloss Katharina die Große eine Strafexpedition gegen den Schah.

## Verlauf
Katharina beauftragte Graf Walerian Subow, den jüngeren Bruder ihres Geliebten Prinz Subow, die 13.000 Mann starke russische Armee zu führen. Im April 1796 führte dieser die Armee aus Kisljar und eroberte die Festung von Derbent am 10. Mai. Im Juni nahmen Subows Truppen den größten Teil des nördlichen Aserbaidschan widerstandslos ein, darunter die Khanate Baku, Schirwan und Gandscha. Im November standen sie am Zusammenfluss des Aras und der Kura.
Nachdem in diesem Monat die Herrscherin starb und Paul ihr auf dem Thron folgte, der die Subows verachtete und andere Pläne hatte, wurde die Armee unter Walerian Subow zurückgerufen.

## Auswirkungen
Der Krieg hatte auf Grund des Zurückrufens der Armee keine weiteren Auswirkungen auf die Region.
Subow und andere am Feldzug beteiligte Offiziere waren an der Ermordung Pauls fünf Jahre später beteiligt.
Die Eroberung von Derbent wurde vom Hofdichter Gawriil Romanowitsch Derschawin in einer Ode besungen. Er schrieb später auch ein Gedicht über Subows glanzlose Rückkehr vom Feldzug.